# كريس كروفورد
كريس كروفورد (30 سبتمبر 1992 بممفيس في الولايات المتحدة - ) (بالإنجليزية: Chris Crawford)‏ هو لاعب كرة سلة أمريكي في مركز مدافع مسدد الهدف. لعب مع إس بي أو روان باسكت وكانتون شارج.

## وصلات خارجية
- كريس كروفورد على موقع سبورتس رفرنس (الإنجليزية)
- كريس كروفورد على موقع كرة السلة الأوروبية.كوم (الإنجليزية)
- كريس كروفورد على موقع كلية كرة السلة في سبورتس رفرنس.كوم (الإنجليزية)
- كريس كروفورد على موقع ريلجم (الإنجليزية)
- كريس كروفورد على موقع بروبوليرز (الإنجليزية)
- كريس كروفورد على موقع سبورتس رفرنس (الإنجليزية)
- كريس كروفورد على موقع سبورتس رفرنس (الإنجليزية)